# George Buza

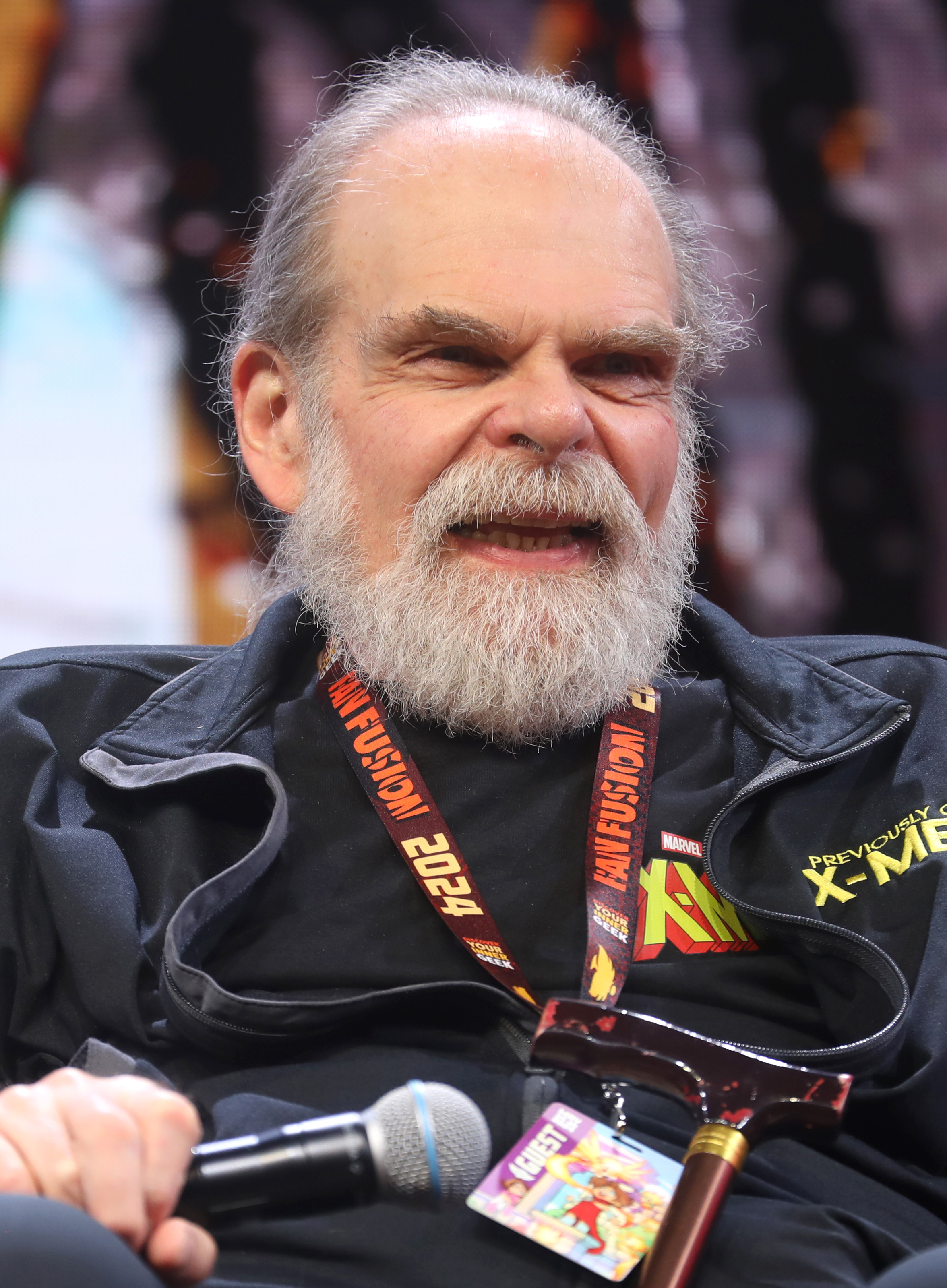
George Buza (2024)

George Buza (* 7. Januar 1949 in Cleveland, Ohio) ist ein US-amerikanisch-kanadischer Schauspieler und Synchronsprecher. Nationale Bekanntheit verdankte er mehreren Mitwirkungen in Fernsehserien der Marvel Studios wie Mutant X oder einer Sprecherrolle in X-Men sowie Videospieladaption der X-Men.

## Leben
Buza wuchs in Kanada auf und kam über seinen ungarischen Großvater mit der Filmindustrie in Berührung. Von 1990 bis 1993 verkörperte er in der Fernsehserie Maniac Mansion die Rolle des Turner Edison. Von 1996 bis 1998 stellte er in 44 Episoden der Fernsehserie Sindbads Abenteuer den Charakter Doubar dar. Sei 1998 ist er kanadischer Staatsbürger. Eine weitere langfristige Serienbesetzung hatte er von 1998 bis 2000 als Chief Jake McKenna in Liebling, ich habe die Kinder geschrumpft. In den nächsten Jahren folgten weitere Besetzungen in Nebenrollen in Spielfilmen oder Episodenrollen in US-amerikanischen oder kanadischen Fernsehserien.
Seit 1985 ist Buza außerdem als Synchronsprecher in Zeichentrick- und Animationsserien und -filmen zu hören und übernimmt Sprecherrollen in Videospielen. Bekannt ist er vor allem als Sprecher von Dr. Henry „Hank“ McCoy alias Beast in der Zeichentrickserie X-Men (1992–1997) und in deren im Jahr 2024 gestarteten Fortsetzung X-Men ’97.

## Filmografie

### Schauspieler
- 1975: Kung Fu (Fernsehserie, Episode 3x20)
- 1978: Trucker (High-Ballin')
- 1979: 10.000 PS – Vollgasrausch im Grenzbereich (Fast Company)
- 1980: Bizarre (Fernsehserie)
- 1980: Read All About It! (Fernsehserie, Episode 1x11)
- 1980–1984: Der Vagabund – Die Abenteuer eines Schäferhundes (The Littlest Hobo) (Fernsehserie, drei Episoden, verschiedene Rollen)
- 1981: Erzählungen aus dem hohen Norden (Tales of the Klondike) (Mini-Fernsehserie, Episode 1x04)
- 1981: Der zweite Mann (The Amateur)
- 1981: Am Anfang war das Feuer (La Guerre du feu)
- 1982: Am Highpoint flippt die Meute aus (Highpoint)
- 1982: SCTV Network 90 (Fernsehserie, Episode 2x04)
- 1982: Halluzinationen (Fernsehserie, Episode 2x05)
- 1982/1985: Große Märchen mit großen Stars (Faerie Tale Theatre) (Fernsehserie, zwei Episoden)
- 1983: Today’s Special (Fernsehserie, Episode 3x17)
- 1983: The Sex and Violence Family Hour
- 1984: The Edison Twins (Fernsehserie, Episode 2x02)
- 1985: Flucht zurück (Martin’s Day)
- 1985: Check It Out (Fernsehserie, Episode 1x12)
- 1985: The Canadian Conspiracy (Fernsehfilm)
- 1986: Screwball Academy (Fernsehfilm)
- 1986: Nachtstreife (Night Heat) (Fernsehserie, zwei Episoden)
- 1986: Killing Streets
- 1986: Philip Marlowe, Private Eye (Fernsehserie, Episode 2x04)
- 1986: Abenteuer einer Lady (Les aventuriers du Nouveau-Monde) (Mini-Fernsehserie)
- 1986: Sommerferien – Total verrückt (Meatballs III: Summer Job)
- 1986: Adderly (Fernsehserie, Episode 1x08)
- 1986: The Last Season
- 1986: Murder Sees the Light (Fernsehfilm)
- 1986–1988: Die Campbells (The Campbells) (Fernsehserie, zwei Episoden)
- 1987: Disney-Land (Disneyland) (Fernsehserie, Episode 31x17)
- 1987: Amerika (Mini-Fernsehserie, Episode 1x07)
- 1987: Alfred Hitchcock zeigt (Alfred Hitchcock Presents) (Fernsehserie, Episode 2x12)
- 1987: Bluffing It (Fernsehfilm)
- 1987: Not My Department (Fernsehserie, Episode 1x01)
- 1987: Diamonds (Fernsehserie, Episode 1x02)
- 1987: Oklahoma Smugglers
- 1987–1990: Erben des Fluchs (Friday the 13th: The Series) (Fernsehserie, drei Episoden)
- 1987/1991: Die Waffen des Gesetzes (Street Legal) (Fernsehserie, zwei Episoden)
- 1988: 900.000 $ zuviel (Sticky Fingers)
- 1988: Das Gehirn (The Brain)
- 1989: Starting from Scratch (Fernsehserie, Episode 1x16)
- 1989: Glory! Glory! (Fernsehfilm)
- 1989: Unbekannte Dimensionen (The Twilight Zone) (Fernsehserie, Episode 3x28)
- 1989: Verhängnis auf Bestellung (Destiny to Order)
- 1989: Booker (Fernsehserie, Episode 1x01)
- 1989: Snake Eater’s Revenge
- 1990: Stella
- 1990:  Billy's Tod (The Kissing Place) (Fernsehfilm)
- 1990: Straight Line
- 1990: Blutiger Engel (Descending Angel) (Fernsehfilm)
- 1990: Raider of the South Seas (Fernsehfilm)
- 1990–1993: Maniac Mansion (Fernsehserie, 65 Episoden)
- 1991: Deadly Surveillance (Fernsehfilm)
- 1992: Teamster Boss: The Jackie Presser Story (Fernsehfilm)
- 1992: Edsville (Kurzfilm)
- 1992–1995: Nick Knight – Der Vampircop (Forever Knight) (Fernsehserie, zwei Episoden)
- 1993: Kung Fu – Im Zeichen des Drachen (Fernsehserie, Episode 1x16)
- 1993: The Hidden Room (Fernsehserie, Episode 2x02)
- 1994: The Mighty Jungle (Fernsehserie, Episode 1x19)
- 1994: So trieben es die wilden Cowboys (Sodbusters) (Fernsehfilm)
- 1994–1996: Ein Mountie in Chicago (Due South) (Fernsehserie, zwei Episoden)
- 1995: Open Season
- 1995: Pocahontas: The Legend
- 1995: The Michelle Apts.
- 1995: Nancy Drew (Fernsehserie, Episode 1x04)
- 1995: Side Effects – Nebenwirkungen (Side Effects) (Fernsehserie, Episode 2x07)
- 1995: Dog City (Fernsehserie, Episode 3x08)
- 1996: Taking the Falls (Fernsehserie, Episode 1x12)
- 1996: Henry und Verlin (Henry & Verlin)
- 1996: Schuster (Shoemaker)
- 1996–1998: Sindbads Abenteuer (The Adventures of Sinbad) (Fernsehserie, 44 Episoden)
- 1998: First Wave – Die Prophezeiung (First Wave) (Fernsehserie, Episode 1x06)
- 1998–2000: Liebling, ich habe die Kinder geschrumpft (Honey, I Shrunk the Kids: The TV Show) (Fernsehserie, 30 Episoden)
- 1999: Denver P.D. – Killer Woman (The Arrangement)
- 1999–2002: The Red Green Show (Fernsehserie, sieben Episoden)
- 2000: X-Men
- 2000: Nikita (Fernsehserie, Episode 4x16)
- 2001: What Makes a Family (Fernsehfilm)
- 2001: Knockaround Guys
- 2002: Relic Hunter – Die Schatzjägerin (Relic Hunter) (Fernsehserie, Episode 3x13)
- 2002: Men with Brooms
- 2002: Roughing It (Fernsehfilm)
- 2002: Duct Tape Forever
- 2002: Odyssey 5 (Fernsehserie, zwei Episoden)
- 2002: Degrassi: The Next Generation (Fernsehserie, Episode 2x06)
- 2002: Puppets Who Kill (Fernsehserie, zwei Episoden)
- 2002: Le dernier chapitre: La Suite (Mini-Fernsehserie, sechs Episoden)
- 2003: Cold Creek Manor – Das Haus am Fluss (Cold Creek Manor)
- 2003: Veritas: The Quest (Fernsehserie, Episode 1x10)
- 2003: The Last Chapter II: The War Continues (Fernsehserie, sechs Episoden)
- 2003–2004: Mutant X (Fernsehserie, zwölf Episoden)
- 2004–2005: Franny's Wunderschuhe (Franny’s Feet) (Fernsehserie, fünf Episoden)
- 2005: Tilt (Fernsehserie, fünf Episoden)
- 2005: Time Warp Trio (Fernsehserie, Episode 1x09)
- 2006: George Canyon’s Christmas (Fernsehfilm)
- 2006: Eine Hochzeit zu Weihnachten (A Christmas Wedding) (Fernsehfilm)
- 2006–2007: Grossology (Fernsehserie, vier Episoden)
- 2007: Still Small Voices
- 2007: The Best Years (Fernsehserie, Episode 1x03)
- 2007: Iggy Arbuckle (Fernsehserie, Episode 1x01)
- 2007: Echoes 2 – Stimmen aus der Zwischenwelt (Stir of Echoes: The Homecoming) (Fernsehfilm)
- 2007: Diary of the Dead (George A. Romero’s Diary of the Dead)
- 2007: Nature of the Beast (Fernsehfilm)
- 2008: Production Office
- 2008: Camille
- 2009: Fear Itself (Fernsehserie, Episode 1x09)
- 2009: You Might as Well Live
- 2009: The Line (Fernsehserie, neun Episoden)
- 2011: Skins (Fernsehserie, Episode 1x03)
- 2011: Almost Heroes (Fernsehserie, Episode 1x02)
- 2011: The Mountie
- 2011: The Case for Christmas (Fernsehfilm)
- 2012: A Little Bit Zombie
- 2012: Die Firma (The Firm) (Fernsehserie, Episode 1x12)
- 2014: The Strain (Fernsehserie, Episode 1x08)
- 2014: The Christmas Switch
- 2015: A Christmas Horror Story
- 2016: Mean Dreams
- 2021/2023: Ginny & Georgia (Fernsehserie, zwei Episoden)
- 2022: A Merry Christmas Wish (Fernsehfilm)

### Synchronsprecher
- 1985: Star Wars: Freunde im All (Star Wars: Droids) (Zeichentrickserie, fünf Episoden)
- 1985: Star Wars: Die Ewoks (Ewoks) (Zeichentrickserie, 13 Episoden)
- 1989: Babar (Zeichentrickserie, 13 Episoden)
- 1991: Hammerman (Zeichentrickserie)
- 1992–1997: X-Men (Zeichentrickserie, 75 Episoden)
- 1993: Journey to the Planets (Kurzfilm, Erzähler)
- 1993–1994: Tales from the Cryptkeeper (Zeichentrickserie, vier Episoden)
- 1993–1997: The Busy World of Richard Scarry (Zeichentrickserie, 36 Episoden)
- 1994: X-Men: Children of the Atom (Videospiel)
- 1994: Monster Force (Zeichentrickserie, 13 Episoden)
- 1995: New Spiderman (Zeichentrickserie, zwei Episoden)
- 1995: Der Zauberschulbus (The Magic School Bus) (Zeichentrickserie, Episode 2x10)
- 1995: Die unendliche Geschichte (The NeverEnding Story) (Zeichentrickserie, Episode 1x03)
- 1998–1999: Mythic Warriors: Guardians of the Legend (Zeichentrickserie, vier Episoden)
- 1999: Power Stone (Zeichentrickserie, sechs Episoden)
- 1999: Immer Ärger mit Newton (Ned’s Newt) (Zeichentrickserie, Episode 3x12)
- 1999: Power Stone (Videospiel)
- 2000: Marvel vs. Capcom 2: New Age of Heroes (Videospiel)
- 2000: X-Men: Mutant Academy (Videospiel)
- 2001: X-Men: Mutant Academy 2 (Videospiel)
- 2001: Hippo Tub Co. (Zeichentrickserie, drei Episoden)
- 2001–2003: Pecola (Zeichentrickserie, zwölf Episoden)
- 2001–2003: Der kleine Bär (Little Bear) (Zeichentrickserie, 13 Episoden)
- 2001–2005: Beyblade (Bakuten Shoot: Beyblade) (Zeichentrickserie, 53 Episoden)
- 2002–2004: RoboRoach (Zeichentrickserie, sieben Episoden)
- 2006: Monster aus Versehen (Monster by Mistake) (Animationsserie, Episode 4x02)
- 2008: Super Why! (Animationsserie, Episode 1x42)
- 2011–2013: Franklin und Freunde (Franklin and Friends) (Animationsserie, drei Episoden)
- 2012: Zac & Penny (Animationsfilm)
- 2013: Fish N Chips: The Movie (Animationsfilm)
- 2013: Eddie Angsthorn (Zeichentrickserie, Episode 3x11)
- 2015: The Adventures of Napkin Man! (Animationsserie, Episode 2x13)
- 2018: Starlink: Battle for Atlas (Videospiel)
- 2018: Elliot – Das kleinste Rentier (Elliot the Littlest Reindeer) (Animationsfilm)
- 2020: Elinor Wonders Why (Animationsserie, Episode 1x01)
- seit 2024: X-Men ’97 (Zeichentrickserie)